# Systoechus aberrans
Systoechus aberrans är en tvåvingeart som beskrevs av Hesse 1938. Systoechus aberrans ingår i släktet Systoechus och familjen svävflugor. Inga underarter finns listade i Catalogue of Life.